# Scottocheres elongatus
Scottocheres elongatus is een eenoogkreeftjessoort uit de familie van de Asterocheridae. De wetenschappelijke naam van de soort is voor het eerst geldig gepubliceerd in 1894 door T. & A. Scott.